# 2℃目の彼女
「2℃目の彼女」（にどめのかのじょ）は、シドのメジャー2作目のシングル。2009年1月14日にキューンレコードから発売された。

## 概要
シド初の冬物の歌で、ゆうや曰く「最高の冬恋歌」。タイトルが「2度」ではなく「2℃」となっているのは、メジャーデビューしたてのバンドの作品が購入者の目に留まるようにするためである。初回盤にはA、Bタイプそれぞれで収録内容の異なるライブ映像DVDが同梱されている。今作でバンド史上初のオリコンTOP3入りを果たした。

## 収録曲
全作詞：マオ
1. 2℃目の彼女 [4:14]
  - 作曲：Shinji、編曲：シド/西平彰
  - ストリングス：金原千恵子Strings、マニピュレーター：小池敦

  - TBS系『あらびき団』12・1月度エンディングテーマ
  - テレビ東京系『PVTV』1月度エンディングテーマ
  - 「music.jp」cmソング
2. 泣き出した女と虚無感 [4:00]
  - 作曲：御恵明希、編曲：シド/Sakura

『ジェムケリー』CMソング。
歌詞に初めて「俺」という言葉が使われた。また、後のアルバム「hikari」に収録されるが、B面曲がオリジナルアルバムに収録されるのはpaint popsのB面曲である「合鍵」「微熱」以来である。
3. お別れの唄（Live at 日本武道館 2008.11.2） [4:04]
  - 作曲：Shinji、編曲：シド/Sakura

## 収録アルバム
1. 2℃目の彼女
6thスタジオ・アルバム「hikari」
2ndベスト・アルバム「SID ALL SINGLES BEST」
2. 泣き出した女と虚無感
6thスタジオ・アルバム「hikari」
2ndカップリング・アルバム「Side B complete collection〜e.B 3〜」